# 神農架紅坪機場
神農架紅坪機場是位于中华人民共和国湖北省神農架林區的一座民用機場，位於紅坪鎮，海拔2,580公尺。2008年11月12日，温家宝领导的中国国务院批准立项，2011年4月1日動工興建。于2014年5月8日正式通航，首飞航班为中国东方航空的上海-武汉-神农架航线。
項目總投資10.394億元人民幣。飛行區指標為4C，主要建設項目包括一條2800×45米的跑道，3000平方米的航站樓，3個機位的站坪。預測客貨吞吐量為2020年25萬人次、貨郵吞吐量1130噸。
因2020年新冠肺炎湖北省疫区封锁措施，神農架紅坪機場暂时关闭，一直至3月25日复航。

## 航点
2025夏秋航季
| 航空公司       | 目的地 |
| -------------- | ------ |
| 重慶航空（OQ） | 廣州   |

## 争议
神農架紅坪機場是温家宝任内批准建设，由于建设时需要在神农架自然保护区大幅度平山填地，而且建成后仍没实现有效的经济盈利，而引起巨大的争议。